# Paspalum tolucense
Paspalum tolucense är en gräsart som beskrevs av R.Guzmán. Paspalum tolucense ingår i släktet tvillinghirser, och familjen gräs. Inga underarter finns listade i Catalogue of Life.